# Trần Hải Quân
Trần Hải Quân (sinh năm 1970) là một tướng lĩnh của lực lượng Công an nhân dân Việt Nam, hàm Trung tướng. Ông hiện là Phó Viện trưởng Viện Kiểm sát nhân dân Tối cao.
Ông từng giữ chức vụ Ủy viên Đảng ủy Công an Trung ương, Bí thư Đảng uỷ, Tư lệnh Bộ Tư lệnh Cảnh vệ, Bộ Công an

## Tiểu sử
Trung tướng Trần Hải Quân sinh năm 1970, quê quán quận Nam Từ Liêm, TP. Hà Nội; Ông vào ngành Công an từ tháng 9/1987, có trình độ Thạc sĩ Luật học, là cán bộ trưởng thành từ cơ sở, đơn vị trực tiếp chiến đấu, đã kinh qua nhiều vị trí lãnh đạo tại các đơn vị như: Trưởng Công an huyện Đông Anh (Hà Nội);
Từ tháng 7/2019, Đại tá Trần Hải Quân nhận quyết định của Bộ trưởng Bộ Công an đến nhận công tác và giữ chức vụ Giám đốc Công an tỉnh Quảng Bình.
Ngày 26 tháng 6 năm 2020, Đại tá Trần Hải Quân nhận quyết định của Bộ trưởng Bộ Công an thôi giữ chức vụ Giám đốc Công an tỉnh Quảng Bình, đến nhận công tác và giữ chức vụ Tư lệnh Bộ Tư lệnh Cảnh vệ.
Chiều ngày 11 tháng 9 năm 2020, Đại tá Trần Hải Quân được Tổng bí thư, Chủ tịch nước Nguyễn Phú Trọng thăng cấp bậc hàm Thiếu tướng Công an nhân dân.
Tháng 9 năm 2023, ông Trần Hải Quân được Chủ tịch nước Cộng hòa xã hội chủ nghĩa Việt Nam thăng cấp bậc hàm Trung tướng Công an nhân dân Việt Nam.

## Lịch sử thụ phong quân hàm
| Năm thụ phong | 9.2020      | 9.2023      |
| ------------- | ----------- | ----------- |
| Quân hàm      |             |             |
| Cấp bậc       | Thiếu tướng | Trung tướng |